# Neave Brown
Pour les articles homonymes, voir Brown.
Neave Brown (né le 22 mai 1929 à Utica et mort le 9 janvier 2018 à Londres) est un architecte britannique d'origine américaine.
Il s'est spécialisé dans les logements résidentiels à architecture moderne. Tout son travail réalisé au Royaume-Uni est classé, : des maisons en rangée dans Winscombe Street (en) (1965), Dunboyne Road Estate (en) (1975) et Alexandra Road Estate (1978), tous situés à Camden dans la banlieue de Londres.
En octobre 2017, il a remporté la Médaille d'or royale pour l'architecture du Royal Institute of British Architects (RIBA) pour Alexandra Road Estate.

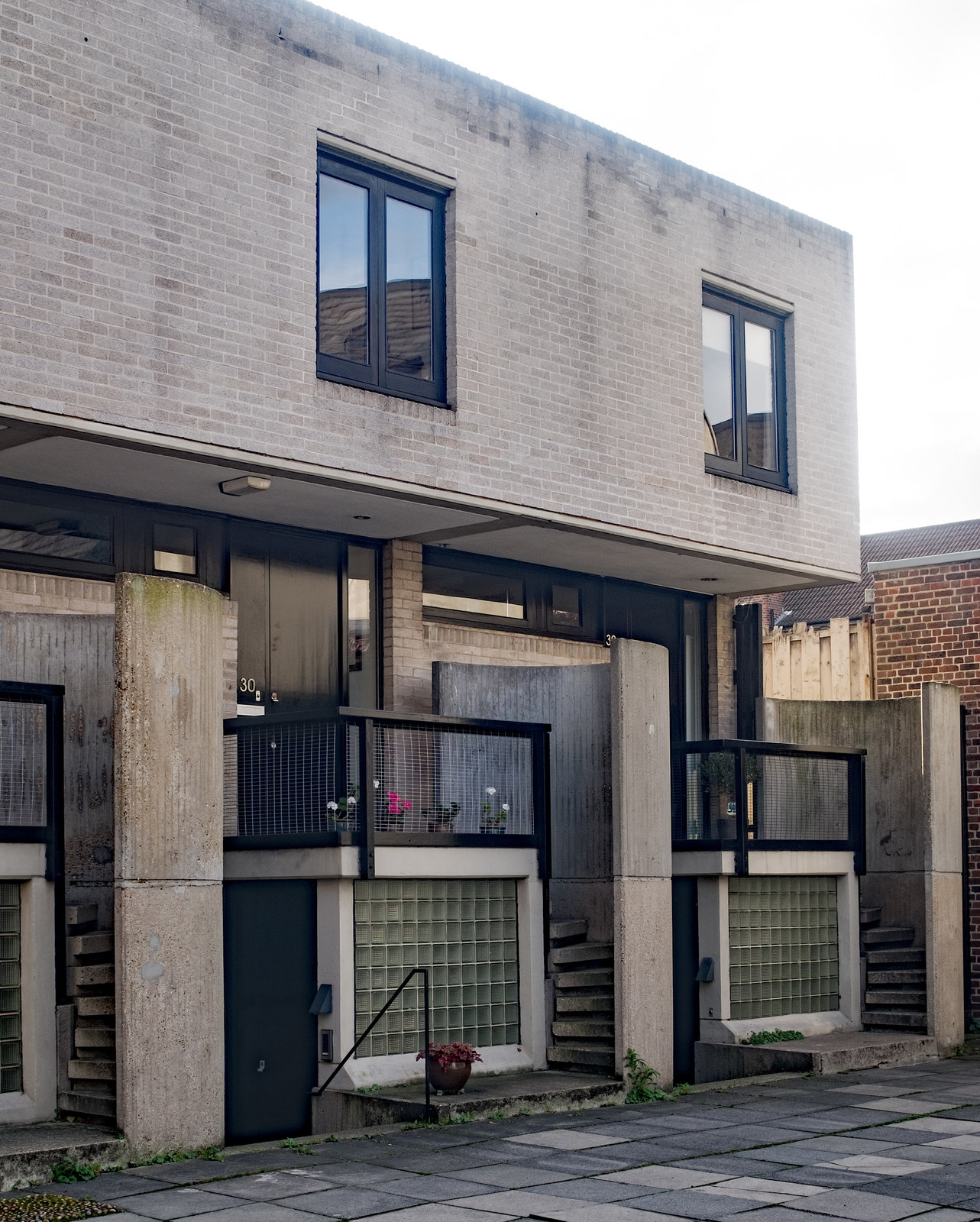
Winscombe Street (en) (1965).
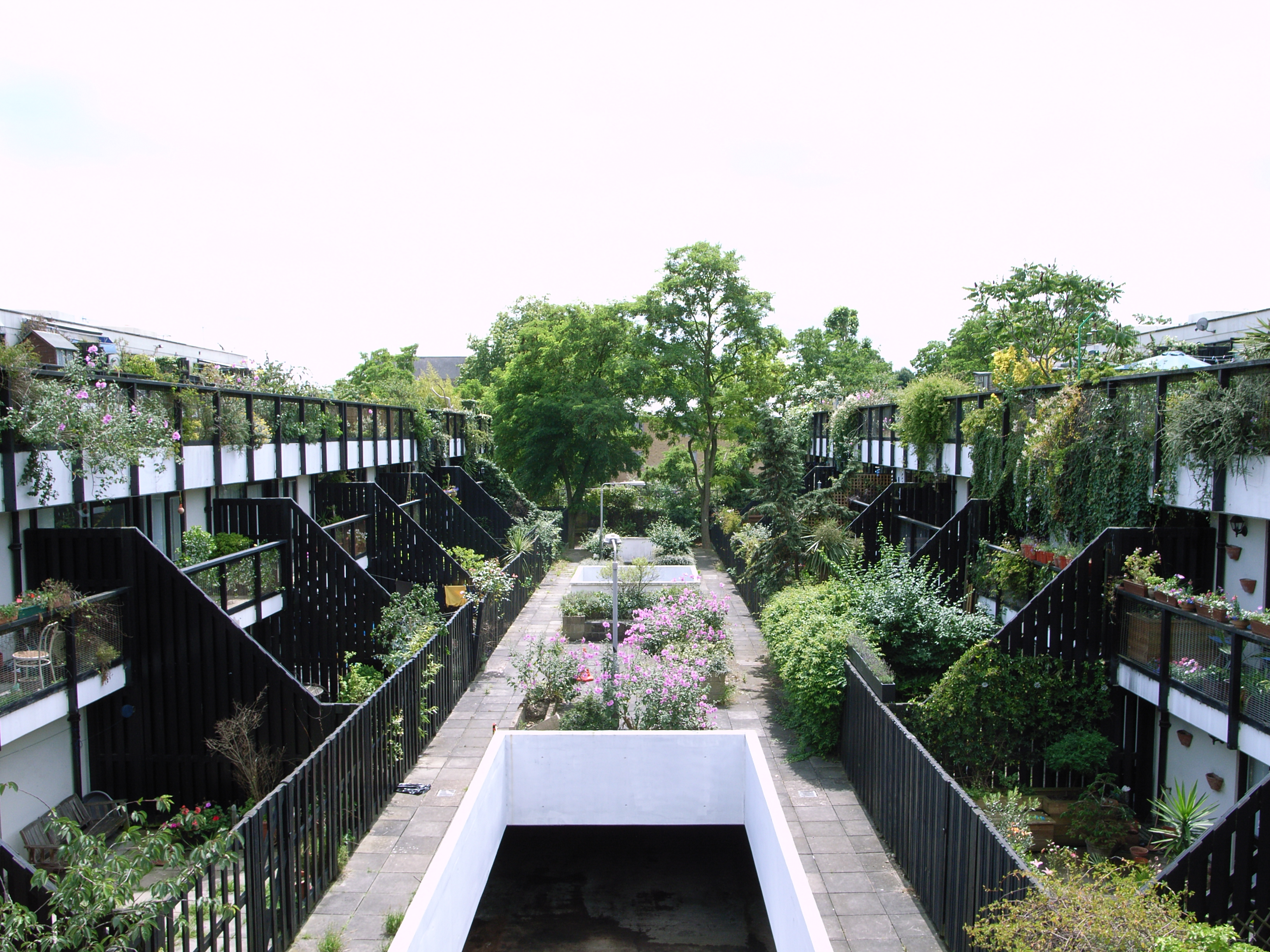
Dunboyne Road Estate (en) (1975).
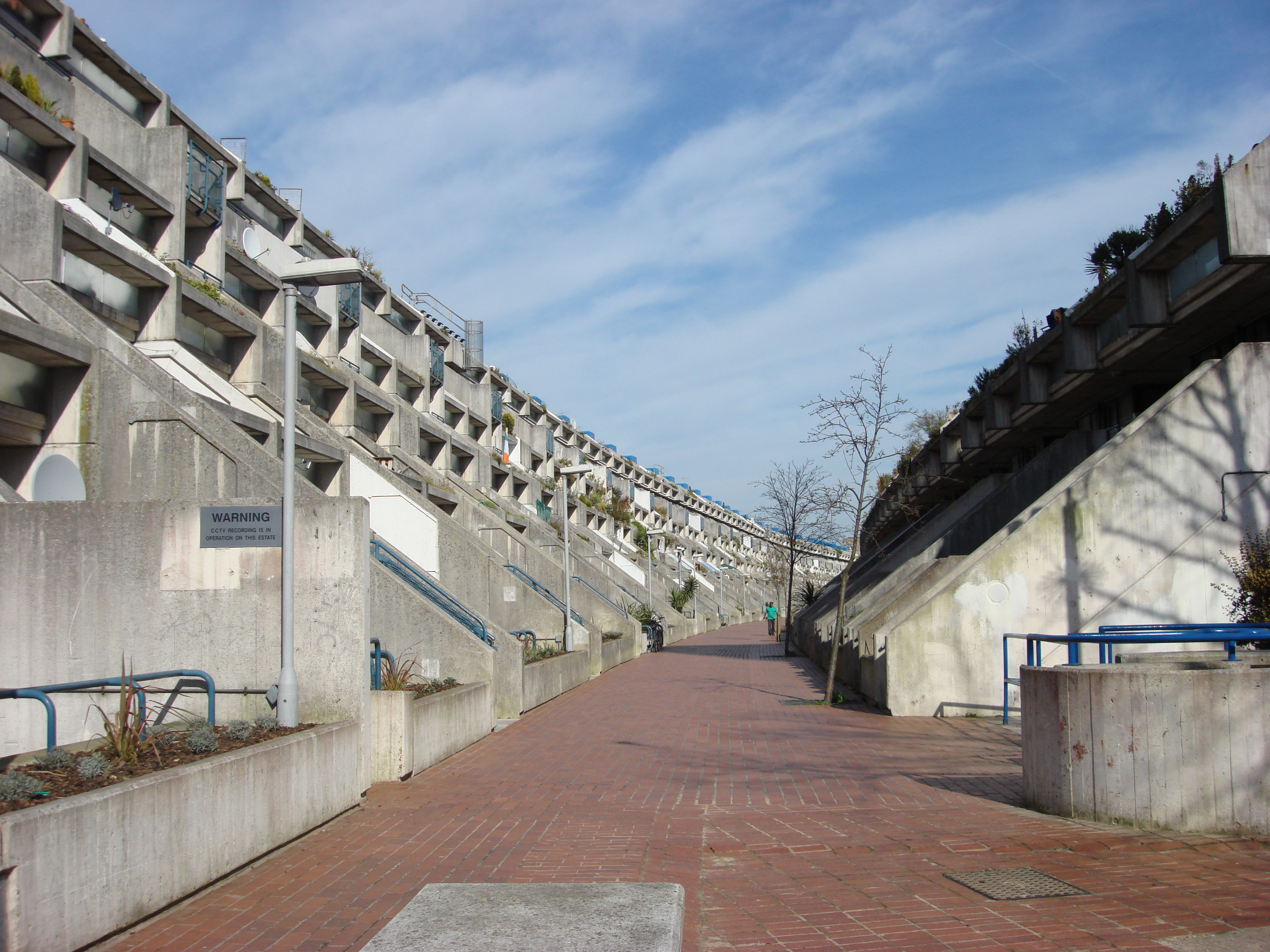
Alexandra Road Estate (1978).